# La Création d'Ève (Michel-Ange)

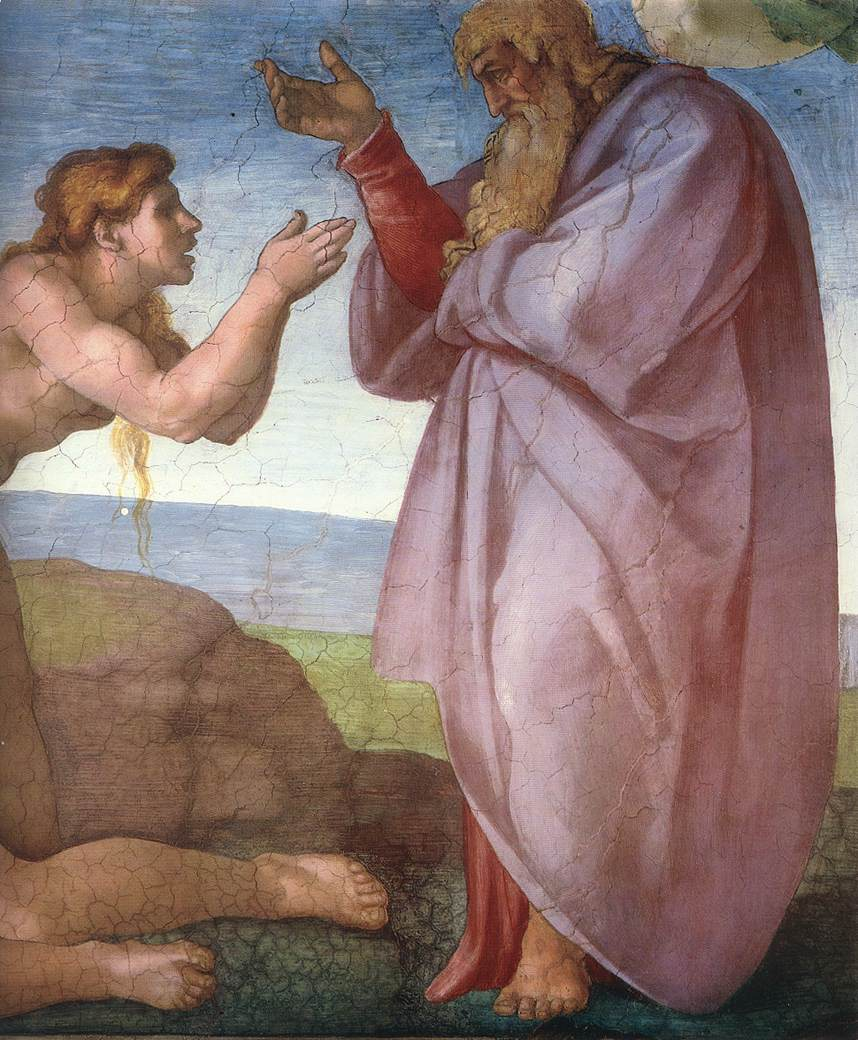
Détail.

La Création d'Ève est une fresque (170 × 260 cm) de Michel-Ange, datant de vers 1511 et faisant partie de la décoration du plafond de la chapelle Sixtine, dans les musées du Vatican à Rome, qui été commandée par Jules II.

## Histoire
Pour peindre la voûte, Michel-Ange commence à partir des travées près de la porte d'entrée, celle utilisée lors des entrées solennelles du pontife et de son entourage dans la chapelle, pour terminer par la travée au-dessus de l'autel. Les fresques sont exécutées en deux moitiés, divisées à la hauteur de la clôture qui existait à l'origine, plus ou moins au-dessus de La Création d'Ève. Cela est nécessaire car les échafaudages ne couvrent que la moitié de la chapelle et doivent être démontés et remontés de l'autre côté après la première phase. La Création d'Ève (Genèse 2, 18-25) est donc la première scène à être réalisée après le remontage, probablement à l'automne 1511. Si la plus grande monumentalité et l'éloquence des figures se retrouve également dans la fresque précédente du Péché originel et de l'expulsion du Paradis terrestre, à partir de cette scène, la réduction du nombre de « jours » nécessaires à la réalisation de la fresque est drastique : de douze/treize à seulement quatre. Cela explique la rapidité avec laquelle la seconde moitié est achevée (un an à peine), également en raison des demandes continues et pressantes du pape, décédé quelques mois après la découverte qui a lieu le 31 octobre 1512.
La scène est peinte en commençant par la tête d'Adam endormi, son bras et une partie de l'arbre (premier jour), puis le reste de son corps (deuxième jour), Ève et le paysage (troisième jour) et enfin le Créateur. Michel-Ange utilise des cartons qui sont rapportés avec la technique du spolvero.
Ascanio Condivi, dans sa biographie de Michel-Ange (1550), le décrit comme suit : « De la côte d'Adam, il a tiré la femme, qui venait les mains jointes, et s'est penchée vers Dieu, s'inclinant d'un geste doux, il semble qu'elle le remercie, et qu’il la bénisse  ».

## Description et style
La Création d'Ève est le panneau au centre de la voûte, où Michel-Ange peint d'abord la figure de l'Éternel, puis le protagoniste de toutes les autres scènes en se dirigeant vers l'autel. Il fait partie du groupe des trois histoires des ancêtres situé au centre, entre les trois histoires de la Création du monde et les trois histoires de Noé. Elle est avant le péché originel, mais elle-même création de l'outil du péché.
La prédominance donnée à Ève dans la position centrale peut s'expliquer par la lecture symbolique des scènes comme préfigurations du Nouveau Testament. On la désignait souvent comme symbolisant Marie, qui à son tour symbolisait l'Église dans la tradition théologique. La création d'Ève à partir d'une côte d'Adam est donc comparable à la naissance de l'Église à partir de Jésus crucifié. La centralité de ce message est également soulignée par la représentation proche d'Ezéchiel, qui a parlé de la naissance de la Vierge, de la vision d'un temps contaminé par le péché et abandonné par Dieu, qui sera suivi par la construction d'un nouveau Temple, et de la Sibylle de Cumes, qui dans l'Énéide de Virgile prédit la venue d'un enfant qui donnera naissance à un nouvel « âge d'or ».
Giorgio Vasari fait une description vivante de la scène : « Un peu après dans la scène où notre mère Ève est tirée de la côte, on les voit tous deux nus, lui inerte et prisonnier du sommeil, elle pleine de vie et devant son éveil à la bénédiction divine ».
Adam est couché dans le coin inférieur gauche, dans une position en diagonale, plus ou moins perpendiculaire à celle du corps d'Ève qui se lève, poussé par un geste éloquent de l'Éternel debout devant elle (dans les autres scènes, Dieu est toujours dans le ciel). Dieu, enveloppé dans une grande cape violette, qui laisse à peine voir la tunique violette qu'il porte dans les autres scènes, a un regard intense et lève son bras droit, qui, comme dans les autres épisodes, est le véritable moteur de l'action. Le bras levé semble guider Ève vers le haut, tandis qu'elle émerge progressivement d'Adam endormi, les mains jointes en bénédiction. La composition est rendue particulièrement efficace par un jeu de lignes perpendiculaires et parallèles : le corps d'Adam est parallèle à la masse rocheuse et au bras divin, tandis que celui d'Ève apparaît comme une continuation du bras tendu d'Adam, parallèle au tronc sec. Les têtes des protagonistes sont disposées sur un seul axe qui traverse toute la scène en diagonale. Les corps des progéniteurs apparaissent comme ceux d'adolescents, différents de ceux des adultes athlétiques de la scène du Péché originel.
D'un point de vue stylistique, la figure de Dieu reprend l'épaisseur monumentale et héroïque des figures de Masaccio (dans la chapelle Brancacci) ou de Giotto (dans la chapelle Peruzzi). Les cheveux blonds et la barbe du Créateur sont plutôt originaux (gris dans les autres épisodes). La scène de la Création d'Ève a pour précédent iconographique le plus proche le panneau de la Porta Magna de la basilique San Petronio de Bologne à Bologne par Jacopo della Quercia, étudié par Michel-Ange des années plus tôt et qu'il a probablement revu en 1511, dans lequel les trois protagonistes sont représentés dans des positions très similaires.
La composition est évidemment artistique et non littérale : Ève est représentée visuellement avant sa propre création. Mais l'inclusion précoce de cette figure féminine a mené certains à penser qu'elle puisse être plutôt Lilith, la première épouse mythique d'Adam, bien que chronologiquement Lilith ait également été créée après Adam.
Le paysage est dépouillé et synthétique : on aperçoit une bande de mer sous un ciel bleu clair et une pelouse verte, tandis que le premier plan est composé d'un groupe de rochers en pente vers la droite, avec un arbre sec sur lequel Adam est adossé.
Quelques petits repentirs ont été détectés autour de la tête d'Adam, dans les branches de l'arbre sec, dans les cheveux et dans le corps d'Ève.

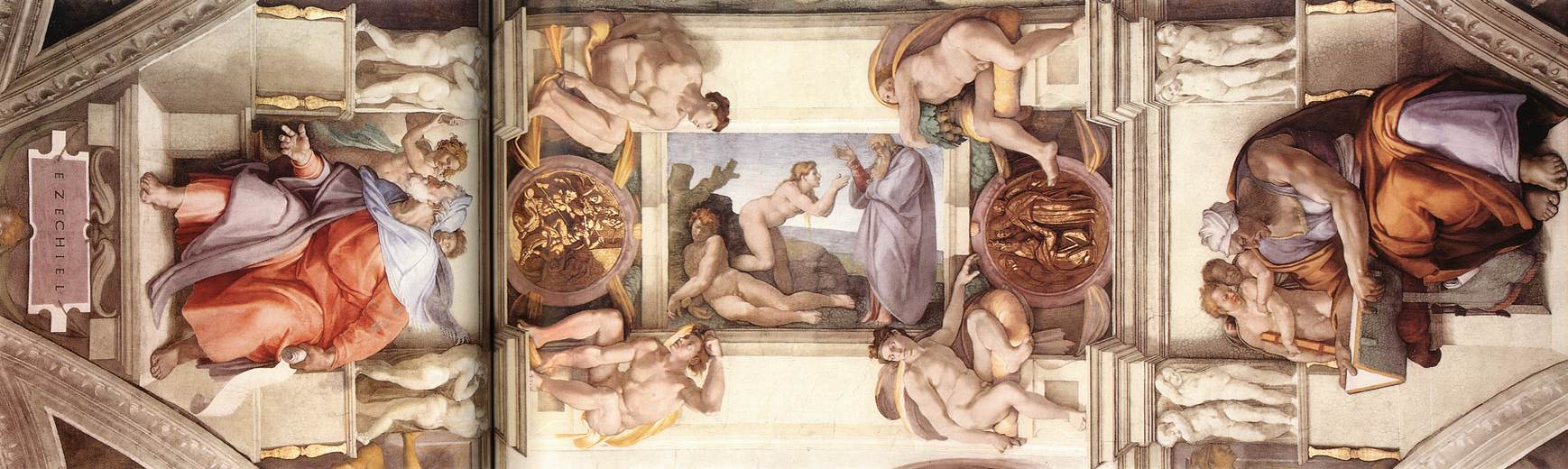
La cinquième travée.
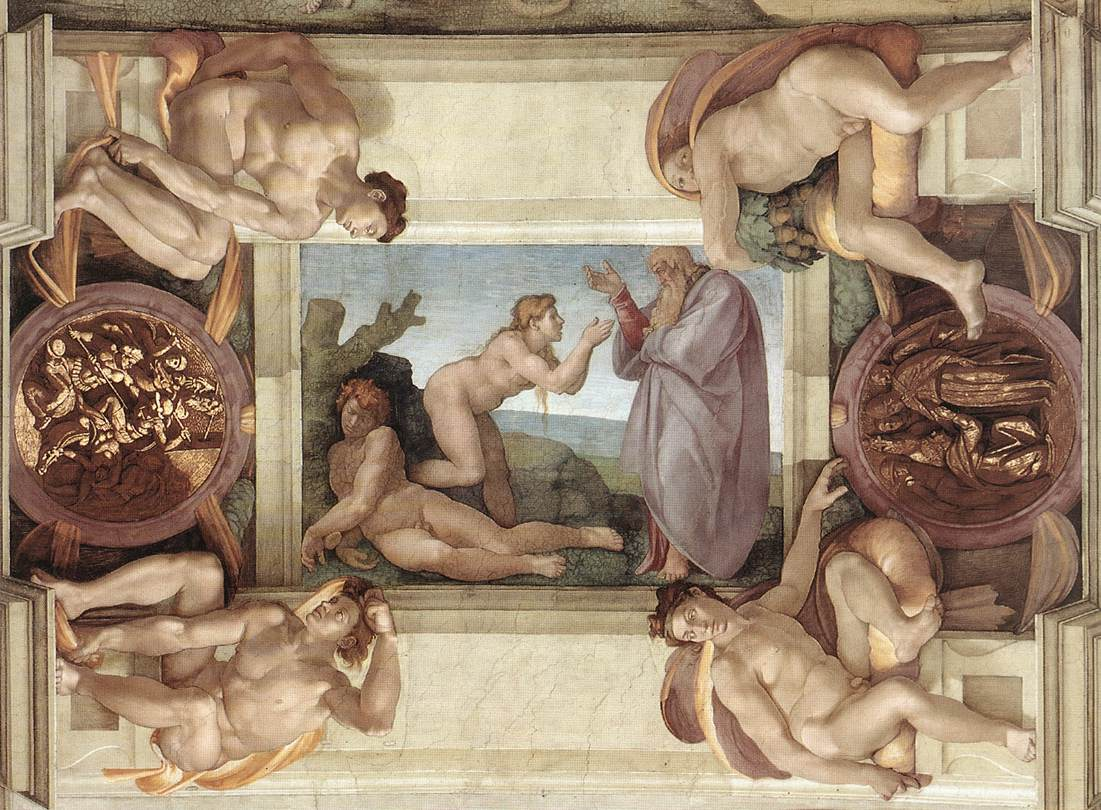
La scène avec les Ignudi.
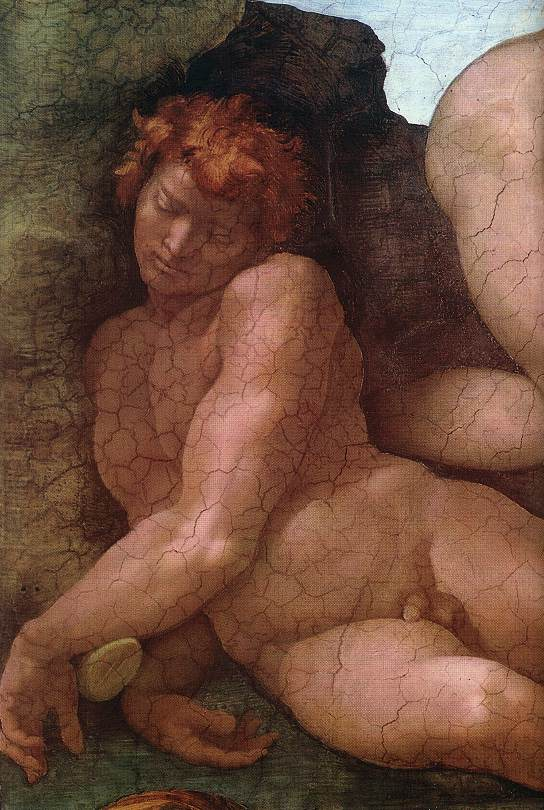
Détail d'Adam.
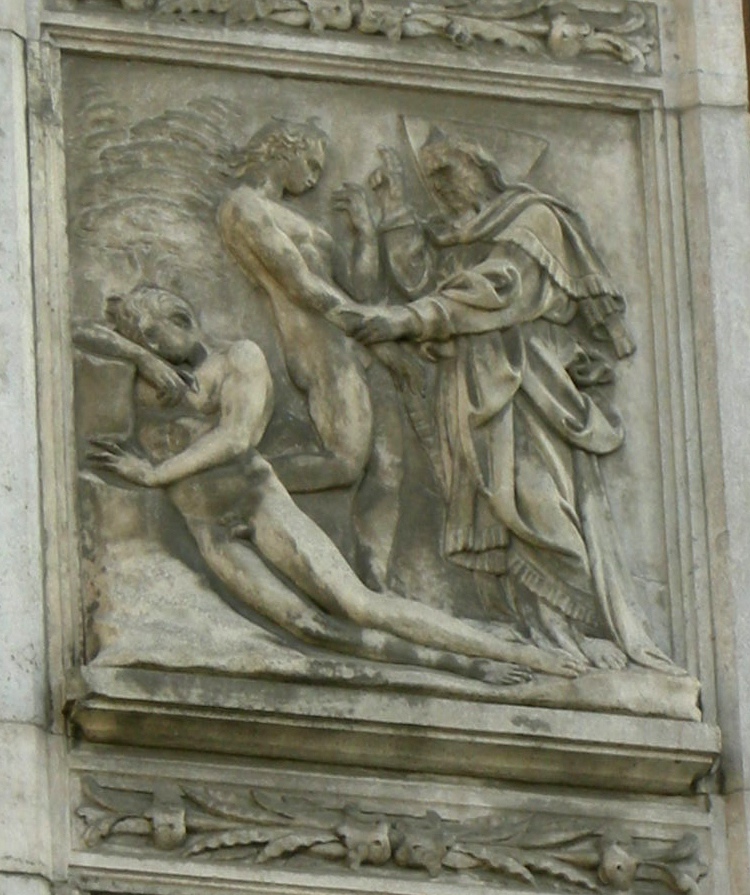
Jacopo della Quercia, Création d'Ève.

## Analyse
Michel-Ange suit le récit succinct de l'Écriture. Des parentés formelles peuvent être relevées avec les représentations correspondantes des mosaïques de Saint-Paul-hors-les-murs (Filliitz, 1985), du relief de Jacopo della Quercia (Steinmann, 1905) et de la Bible malermienne de 1491 (Hatfield, 1991) qui s'expliquent en partie par la nature commune du sujet. La Création d'Ève est au sens littéral une scène centrale de la voûte de la Sixtine : elle occupe le milieu exact des histoires bibliques du plafond. Du fait des latitudes qu'elle laisse à l'interprétation, elle doit sans doute être comprise au sens d'un typus Mariae, la chapelle étant dédiée à l'Assomption de la Vierge. De plu, la création d'Ève à partir de la côte d'Adam était considérée comme une métaphore de la naissance de l'Église à partir de la plaie costale du Christ (Hartt, 1950 ; Sinding-Larsen, 1969 ; Rohlmann, 1995 et 1999).

## Ignudi
Même les couples d'Ignudi autour du panneau principal ont été peints a fresco avec une procédure différente, avant la scène principale, plutôt qu'après. Cela est généralement lié au départ des aides et à la nécessité de recourir à une organisation du travail différente.
À partir de cette travée, en se dirigeant vers l'autel (suivant ainsi l'ordre dans lequel Michel-Ange a peint les scènes), les Ignudi ont tendance à envahir de plus en plus nettement les espaces voisins, qu'ils soient mineurs ou majeurs. De plus l'organisation rythmique par symétries et opposées, en faveur de positions de plus en plus lâches et complexes, se traduit, comme dans ce cas, par un dynamisme agité. Par rapport aux premières travées, elles augmentent également légèrement en taille et avec une plus grande proéminence plastique et dynamique, comme les figures correspondantes des Voyants. Ceci est dû à une optimisation de la perspective pour obtenir une vue privilégiée depuis l'axe central de la chapelle en regardant vers l'autel, comme lors des processions papales solennelles qui s'y déroulaient à partir de l'entrée de cérémonie située sur le mur est.
Ceux au-dessus de l'Ézéchiel sont penchés en avant avec un bras abaissé tenant les rubans des médaillons, un entre les jambes et un devant elles ; l'un d'eux a un bras levé au-dessus de sa tête tandis que son partenaire le tient plié derrière son dos. L'autre paire montre un jeune homme avec une jambe pliée et raccourcie, avec un bras tendu vers le médaillon, le torse tourné vers le spectateur et la tête regardant vers l'Expulsion ; l'autre, en revanche, tient la couronne de feuilles de chêne et de glands (allusion aux armoiries de la famille Della Rovere du pape), se tournant en arrière, mais faisant tourner la moitié de sa tête sur l'épaule, couverte par un voile gonflé par le vent.

## Médaillons
Les médaillons avec les histoires de l'Ancien Testament contiennent ici des scènes difficile à interpréter : peut-être le premier montre-t-il la  destruction de la tribu d'Achab, un disciple de Baal  ou peut-être la  mort de NiKanor ; celui à côté de la  Sibylle de Cumes peut représenter David devant le prophète Nathan ou Alexandre le Grand devant le grand prêtre de Jérusalem.
Si le médaillon du côté nord représente Alexandre le Grand devant le grand prêtre, ce dernier est agenouillé devant le grand prêtre pour se soumettre à son autorité. Cette scène n'est pas décrite dans la Vulgate, mais seulement dans le texte de la Bible Malermienne, source importante des fresques de Michel-Ange.
Du côté sud, si le médaillon figure la mort de Nikanor, cette représentation des conflits militaires qui opposèrent le peuple juif sous Judas Macchabée à Nikanor, présente des correspondances avec la gravure sur bois le la Bible malermienne de 1493. Dans les deux cas, le carnage, qui se déroule sous les portes de la ville de Samarie, est décrit en même temps que l'exhibition, chronologiquement ultérieure, des têtes et des mains coupées de Nikanor après sa défaite. Sur ce point, comme dans la disposition formelle de la scène, Michel-Ange suit la gravure sur bois, mais en s'écartant de son modèle sur plusieurs points de détail, comme par exemple, le nombre de mains fichées sur des piques.

Détails.
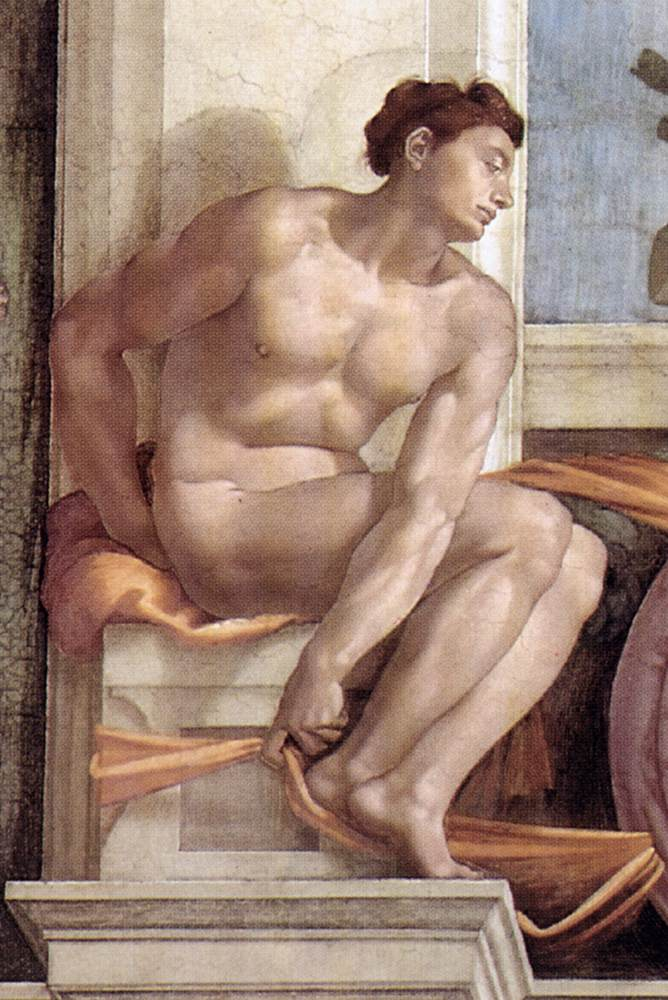
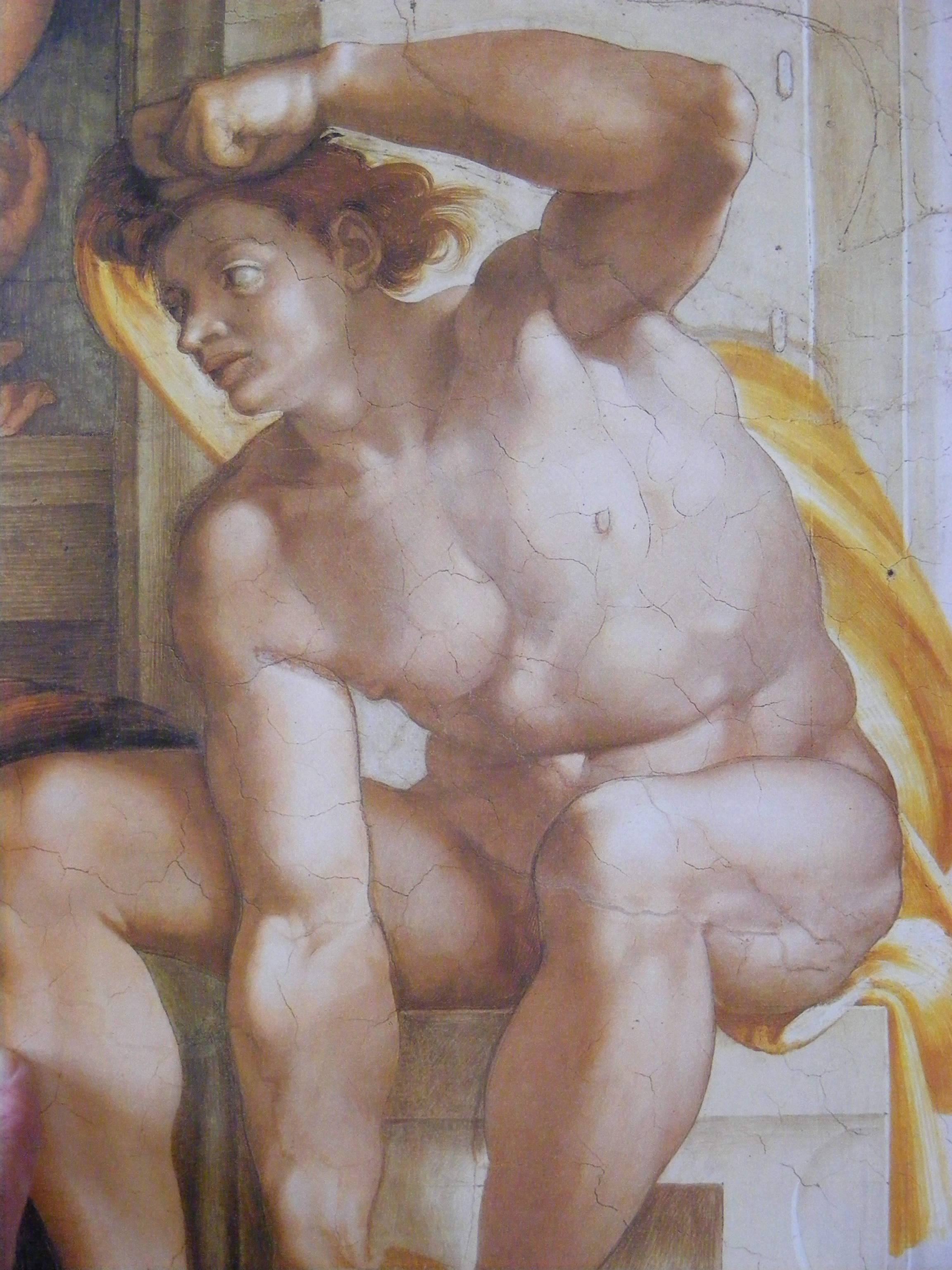
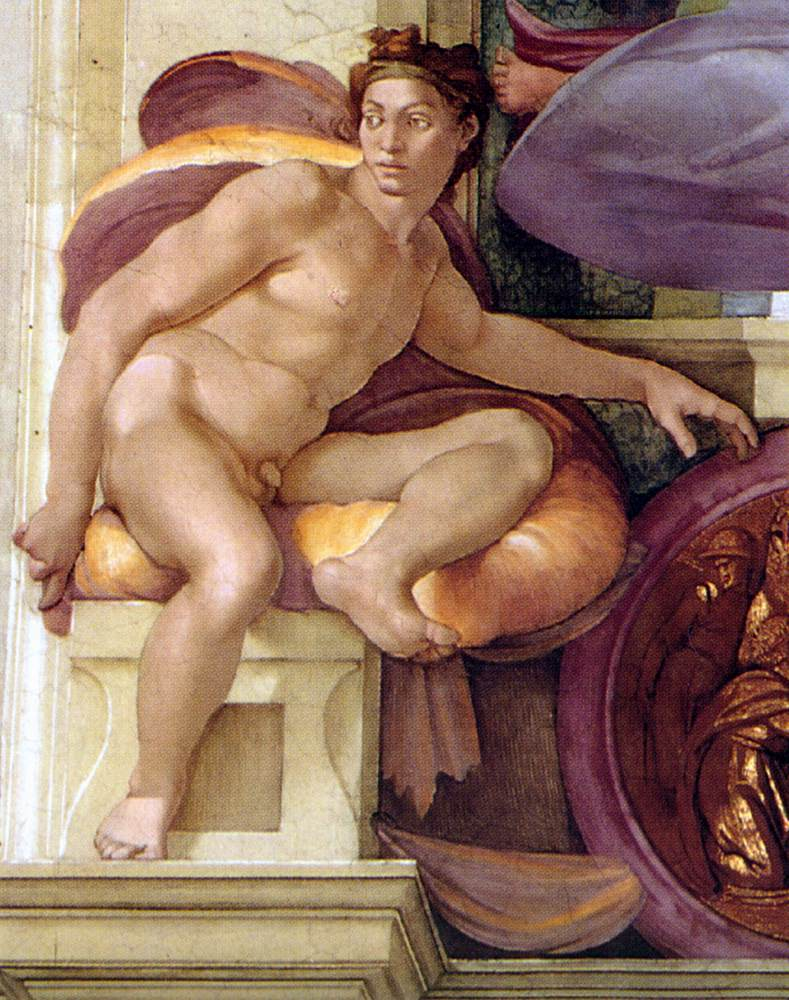
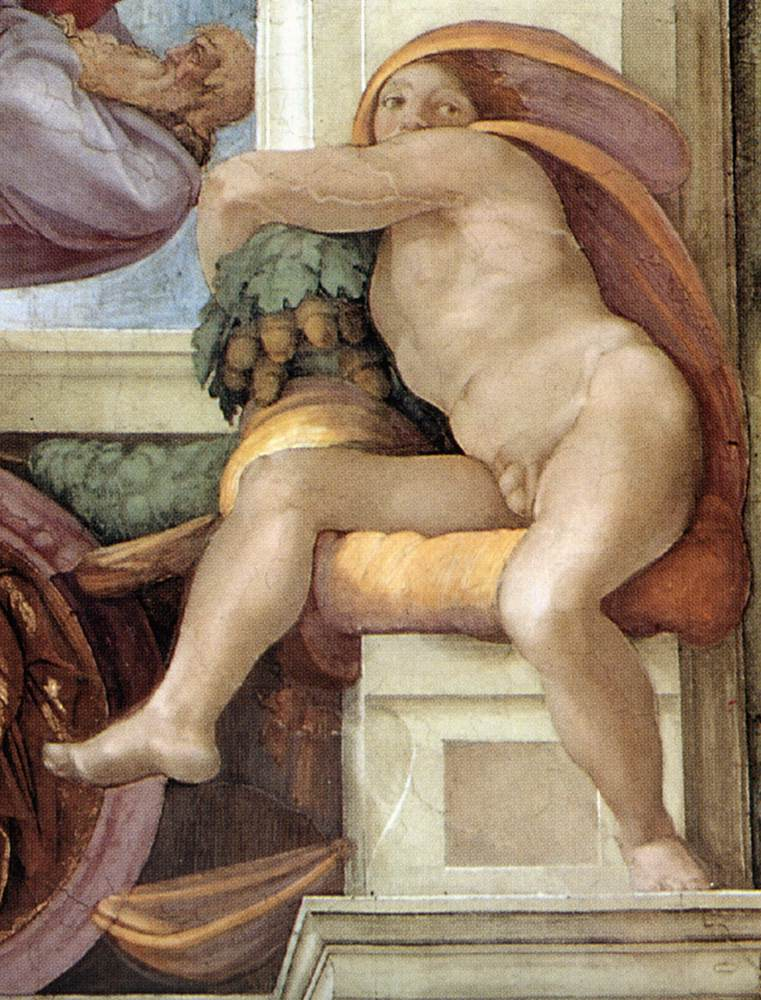

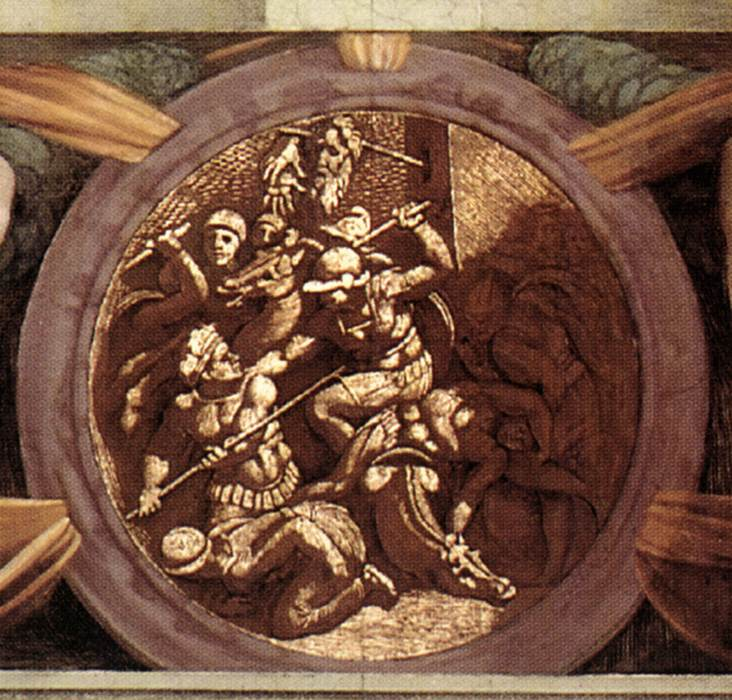
Destruction de la tribu d'Achab, adepte de Baal ou Mort de Nicanor.
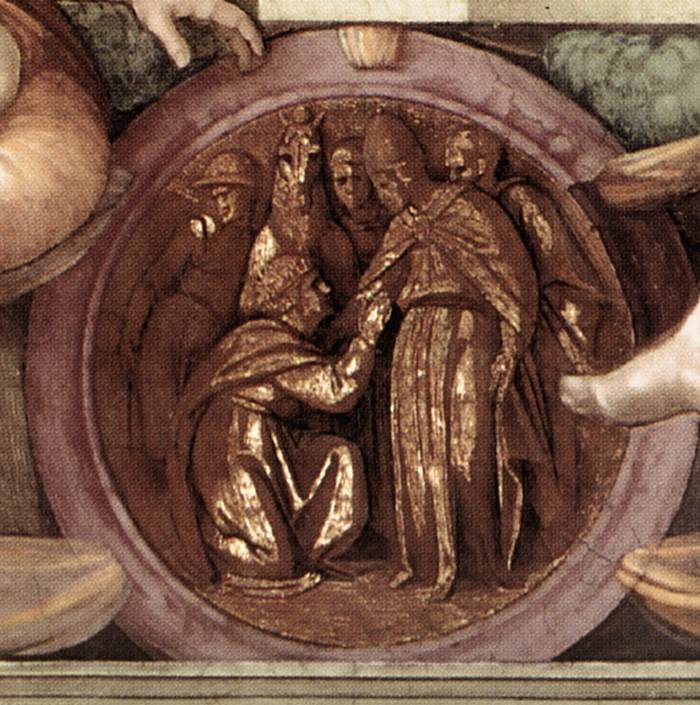
David devant le prophète Nathan ou Alexandre devant le grand prêtre de Jérusalem.